# Шельбред, Пер Сильян
Пер Сильян Шельбред (норв. Per Ciljan Skjelbred; род. 16 июня 1987[…], Тронхейм) — норвежский футболист, полузащитник клуба «Ранхейм».

## Карьера
Шельбред начал карьеру в клубе «Трюгг/Ладе». Он произвел впечатление на футбольных специалистов и был приглашен на обучение в «Ливерпуль», который предложил ему контракт, но Пер отказался и присоединился к родной команде «Русенборг». В конце 2005 года получил тяжелую травму и выбыл на полгода.
В 2011 году перешёл в «Гамбург», сумма трансфера составила 500 тысяч евро.
2 сентября 2013 года Шельбред отправился в аренду в берлинскую «Герту» на один год.

В феврале 2017 года Пер Сильян Шельбред объявил о завершении карьеры в сборной Норвегии из-за недостатка мотивации

## Статистика

### Матчи Шельбреда за сборную Норвегии
| Матчи Шельбреда за сборную Норвегии | Матчи Шельбреда за сборную Норвегии | Матчи Шельбреда за сборную Норвегии | Матчи Шельбреда за сборную Норвегии | Матчи Шельбреда за сборную Норвегии | Матчи Шельбреда за сборную Норвегии |
| ----------------------------------- | ----------------------------------- | ----------------------------------- | ----------------------------------- | ----------------------------------- | ----------------------------------- |
| №                                   | Дата                                | Соперник                            | Счёт                                | Голы Шельбреда                      | Соревнование                        |
| 1                                   | 28 марта 2007                       | Турция                              | 2:2                                 | —                                   | Чемпионат Европы 2008 (отбор)       |
| 2                                   | 17 ноября 2007                      | Турция                              | 1:2                                 | —                                   | Чемпионат Европы 2008 (отбор)       |
| 3                                   | 21 ноября 2007                      | Мальта                              | 4:1                                 | —                                   | Чемпионат Европы 2008 (отбор)       |
| 4                                   | 26 марта 2008                       | Черногория                          | 1:3                                 | —                                   | Товарищеский матч                   |
| 5                                   | 28 мая 2008                         | Уругвай                             | 2:2                                 | —                                   | Товарищеский матч                   |
| 6                                   | 6 сентября 2008                     | Исландия                            | 2:2                                 | —                                   | Чемпионат мира 2010 (отбор)         |
| 7                                   | 19 ноября 2008                      | Украина                             | 0:1                                 | —                                   | Товарищеский матч                   |
| 8                                   | 11 февраля 2009                     | Германия                            | 1:0                                 | —                                   | Товарищеский матч                   |
| 9                                   | 6 июня 2009                         | Македония                           | 0:0                                 | —                                   | Чемпионат мира 2010 (отбор)         |
| 10                                  | 10 июня 2009                        | Нидерланды                          | 0:2                                 | —                                   | Чемпионат мира 2010 (отбор)         |
| 11                                  | 12 августа 2009                     | Шотландия                           | 4:0                                 | —                                   | Чемпионат мира 2010 (отбор)         |
| 12                                  | 14 ноября 2009                      | Швейцария                           | 1:0                                 | —                                   | Товарищеский матч                   |
| 13                                  | 3 марта 2010                        | Словакия                            | 1:0                                 | —                                   | Товарищеский матч                   |
| 14                                  | 29 мая 2010                         | Черногория                          | 2:1                                 | —                                   | Товарищеский матч                   |
| 15                                  | 2 июня 2010                         | Украина                             | 0:1                                 | —                                   | Товарищеский матч                   |
| 16                                  | 11 августа 2010                     | Франция                             | 2:1                                 | —                                   | Товарищеский матч                   |
| 17                                  | 7 июня 2013                         | Албания                             | 1:1                                 | —                                   | Чемпионат мира 2014 (отбор)         |
| 18                                  | 11 июня 2013                        | Македония                           | 2:0                                 | 1                                   | Товарищеский матч                   |
| 19                                  | 11 октября 2013                     | Словения                            | 0:3                                 | —                                   | Чемпионат мира 2014 (отбор)         |
| 20                                  | 15 октября 2013                     | Исландия                            | 1:1                                 | —                                   | Чемпионат мира 2014 (отбор)         |
| 21                                  | 15 ноября 2013                      | Дания                               | 1:2                                 | —                                   | Товарищеский матч                   |
| 22                                  | 19 ноября 2013                      | Шотландия                           | 0:1                                 | —                                   | Товарищеский матч                   |
| 23                                  | 5 марта 2014                        | Чехия                               | 2:2                                 | —                                   | Товарищеский матч                   |
| 24                                  | 3 сентября 2014                     | Англия                              | 0:1                                 | —                                   | Товарищеский матч                   |
| 25                                  | 9 сентября 2014                     | Италия                              | 0:2                                 | —                                   | Чемпионат Европы 2016 (отбор)       |
| 26                                  | 10 октября 2014                     | Мальта                              | 3:0                                 | —                                   | Чемпионат Европы 2016 (отбор)       |
| 27                                  | 13 октября 2014                     | Болгария                            | 2:1                                 | —                                   | Чемпионат Европы 2016 (отбор)       |
| 28                                  | 12 ноября 2014                      | Эстония                             | 0:1                                 | —                                   | Товарищеский матч                   |
| 29                                  | 16 ноября 2014                      | Азербайджан                         | 1:0                                 | —                                   | Чемпионат Европы 2016 (отбор)       |
| 30                                  | 28 марта 2015                       | Хорватия                            | 1:5                                 | —                                   | Чемпионат Европы 2016 (отбор)       |
| 31                                  | 8 июня 2015                         | Швеция                              | 0:0                                 | —                                   | Товарищеский матч                   |
| 32                                  | 12 июня 2015                        | Азербайджан                         | 0:0                                 | —                                   | Чемпионат Европы 2016 (отбор)       |
| 33                                  | 3 сентября 2015                     | Болгария                            | 1:0                                 | —                                   | Чемпионат Европы 2016 (отбор)       |
| 34                                  | 6 сентября 2015                     | Хорватия                            | 2:0                                 | —                                   | Чемпионат Европы 2016 (отбор)       |
| 35                                  | 10 октября 2015                     | Мальта                              | 2:0                                 | —                                   | Чемпионат Европы 2016 (отбор)       |
| 36                                  | 13 октября 2015                     | Италия                              | 1:2                                 | —                                   | Чемпионат Европы 2016 (отбор)       |
| 37                                  | 12 ноября 2015                      | Венгрия                             | 0:1                                 | —                                   | Чемпионат Европы 2016 (отбор)       |
| 38                                  | 15 ноября 2015                      | Венгрия                             | 1:2                                 | —                                   | Чемпионат Европы 2016 (отбор)       |
| 39                                  | 24 марта 2016                       | Эстония                             | 0:0                                 | —                                   | Товарищеский матч                   |
| 40                                  | 29 марта 2016                       | Финляндия                           | 2:0                                 | —                                   | Товарищеский матч                   |
| 41                                  | 8 октября 2016                      | Азербайджан                         | 0:1                                 | —                                   | Чемпионат мира 2018 (отбор)         |
| 42                                  | 11 октября 2016                     | Сан-Марино                          | 4:1                                 | —                                   | Чемпионат мира 2018 (отбор)         |
| 43                                  | 11 ноября 2016                      | Чехия                               | 1:2                                 | —                                   | Чемпионат мира 2018 (отбор)         |

Итого: 43 матча / 1 гол; 16 побед, 10 ничьих, 17 поражений.

## Достижения
- Чемпион Норвегии (3): 2006, 2009, 2010